# Krymky (obwód czerkaski)
Krymky (ukr. Кримки) – wieś na Ukrainie, w obwodzie czerkaskim, w rejonie zwinogródzkim, w hromadzie Szpoła. W 2001 liczyła 959 mieszkańców.